# Masacre en la Penitenciaría del Litoral de 2023
La masacre en la Penitenciaría del Litoral de 2023 fue una masacre carcelaria que ocurrió en Ecuador el 17 de julio de 2023 producto de una serie de amotinamientos en varios centros penitenciarios del país que tuvo su origen en la Penitenciaría del Litoral que dejaron como resultado de 31 muertos, Por ahora se desconoce el número de heridos, por lo que fue necesario la intervención de las Fuerzas Armadas del Ecuador y la Policía Nacional del Ecuador, para poner orden en la cárcel y por lo que el gobierno ecuatoriano ha decretado el estado de excepción en todas las cárceles del país.